# Sinfonía n.º 16 (Haydn)

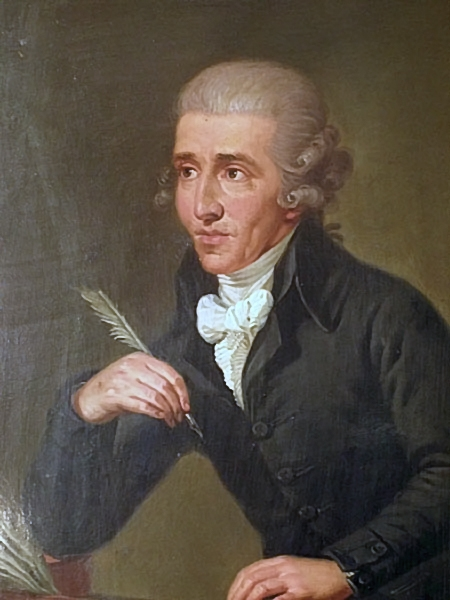
Haydn hacia 1770.

La Sinfonía n.º 16 en si bemol mayor, Hob. I:16 fue compuesta por Joseph Haydn probablemente entre 1762 y 1763, durante su etapa al servicio del príncipe Nicolás Esterházy.

## Historia

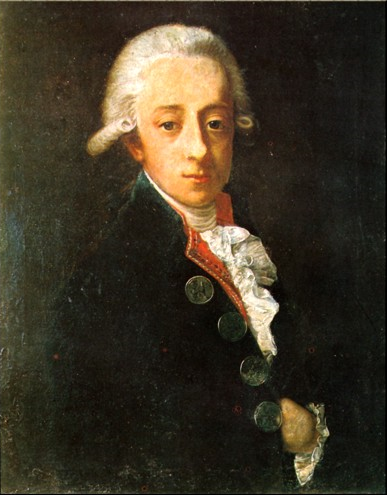
Nicolás Esterházy en 1762.

La producción sinfónica del maestro austríaco puede dividirse a grandes rasgos en tres bloques temporales: el primer bloque (1757-1761) se corresponde con su periodo al servicio del conde Carl von Morzin (n.º 1 - n.º 5); el segundo bloque en la corte Esterházy (1761-1790 pero con la última sinfonía para el público de Esterházy en 1781); y el tercer bloque (1782-1795) comprende las Sinfonías de París (n.º 82 - n.º 87) y las Sinfonías de Londres (n.º 93 - n.º 104). La etapa al servicio del conde Morzin en la corte de Lukavec llegó a su fin con el inicio de tiempos de dificultades económicas para la nobleza bohemia. El 1 de mayo de 1761 el compositor firmó su contrato como vice-kapellmeister (más tarde kapellmeister) de la familia Esterházy, que nominalmente duró 48 años, hasta su muerte.
La composición de esta pieza se cree que pudo desarrollarse entre 1762 y 1763 y no antes, debido a su rigor y concentración. Tras su marcha de la corte de Lukavec, Haydn entró en un periodo en el que su inventiva parecía no tener límites. Esta sinfonía es típica de las obras de aquellos años en su peculiar orientación, cuando prácticamente cada nueva sinfonía aportaba ideas frescas y nuevos atractivos.

## Instrumentación
La partitura está escrita para una orquesta formada por:
- Viento madera: 2 oboes y 1 fagot.
- Viento metal: 2 trompas.
- Cuerda: una sección de cuerdas con 2 violines, viola, violonchelo y contrabajo.
- Teclado: clavecín como bajo continuo.

Incorpora un solo de violonchelo en el segundo movimiento. En aquella época se solía emplear un fagot para amplificar la voz del bajo, incluso sin una notación separada. En cuanto a la participación del clavecín como bajo continuo en las sinfonías de Haydn existen diversas opiniones entre los estudiosos: James Webster se sitúa en contra; Hartmut Haenchen a favor; Jamie James en su artículo para The New York Times presenta diferentes posiciones por parte de Roy Goodman, Christopher Hogwood, H. C. Robbins Landon y James Webster. A partir de 2019 la mayor parte de las orquestas con instrumentos modernos no utiliza el clavecín como continuo. No obstante, existen grabaciones con clavecín en el bajo continuo realizadas por: Trevor Pinnock (Sturm und Drang Symphonies, Archiv, 1989-1990); Nikolaus Harnoncourt (n.º 6–8, Das Alte Werk, 1990); Sigiswald Kuijken (incluidas las Sinfonías de París y Londres; Virgin, 1988-1995); Roy Goodman (Ej. n.º 1-25, 70-78, 82-87; Hyperion, 2002).

## Estructura y análisis
La sinfonía consta de tres movimientos:
- I. Allegro, en si bemol mayor 3
4
- II. Andante, en mi bemol mayor 2
4
- III. Presto, en si bemol mayor 6
8

La interpretación de esta obra dura aproximadamente entre 10 y 15 minutos. 

### I.Allegro
El primer movimiento, Allegro, está escrito en la tonalidad de si bemol mayor, en compás de 3/4 y sigue la forma sonata. Desde el principio, se aprecia en la sinfonía la innovación de Haydn. Aunque está marcado Allegro, se abre con un tema melancólico de tonos sombríos que podría haber salido de la pluma de uno de los primeros románticos. Se abre como una fuga, técnicamente si no estilísticamente, con una presentación formal de dos temas en contrapunto doble. Pero la tercera entrada irrumpe en forte, y el compositor pronto abandona la pretensión fugada y se lanza a una exposición de estilo sonata. El colorido se atribuye a los instrumentos graves que conducen el tema, mientras que los violines proporcionan el acompañamiento. Más adelante, con la vuelta a la recapitulación, dichos instrumentos intercambiarán sus papeles al interpretar el tema. El desarrollo, que es breve y tonalmente inestable, recupera el material contrapuntístico e incluso añade un nuevo contratema, pero la música homofónica en forte interviene enseguida.

### II.Andante
El segundo movimiento, Andante, está en mi bemol mayor, en compás de 2/4 y responde a una forma ternaria. Tras la profundidad del movimiento de apertura, Haydn opta con acierto por un movimiento lento central de carácter encantador pero menos serio. Presenta un solo de violonchelo en el rango de tenor, que es doblado a la octava por violines con sordina al unísono. El encantador efecto sólo se consigue con un conjunto de instrumentos antiguos debidamente reducido que actúa sin teclado en el bajo continuo. Aunque tanto la textura como el ritmo son uniformes, la longitud irregular de las frases y las cadencias inesperadas de la apertura arrojan un brillo de ingenio sobre todo el movimiento.

### III.Presto
El tercer y último movimiento, Presto, retoma la tonalidad inicial, el compás es 6/8 y está en forma sonata. El Finale es un divertido jugueteo que evoca la caza y está protagonizado por las trompas torsionadas en si bemol. El inicio del desarrollo es ciertamente humorístico, cuando el tema principal finge ser "regular", pero sólo hasta el sexto compás. La recapitulación arranca con uno de los primeros retornos abiertamente "jocosos" de Haydn. La jovialidad de esta pieza se ve en ocasiones empañada por reminiscencias del sombrío movimiento inicial, implícitas en la atmósfera más que citadas, pero regresa a su esencia para una conclusión alegre.